# Haller (Berner Patrizierfamilie)

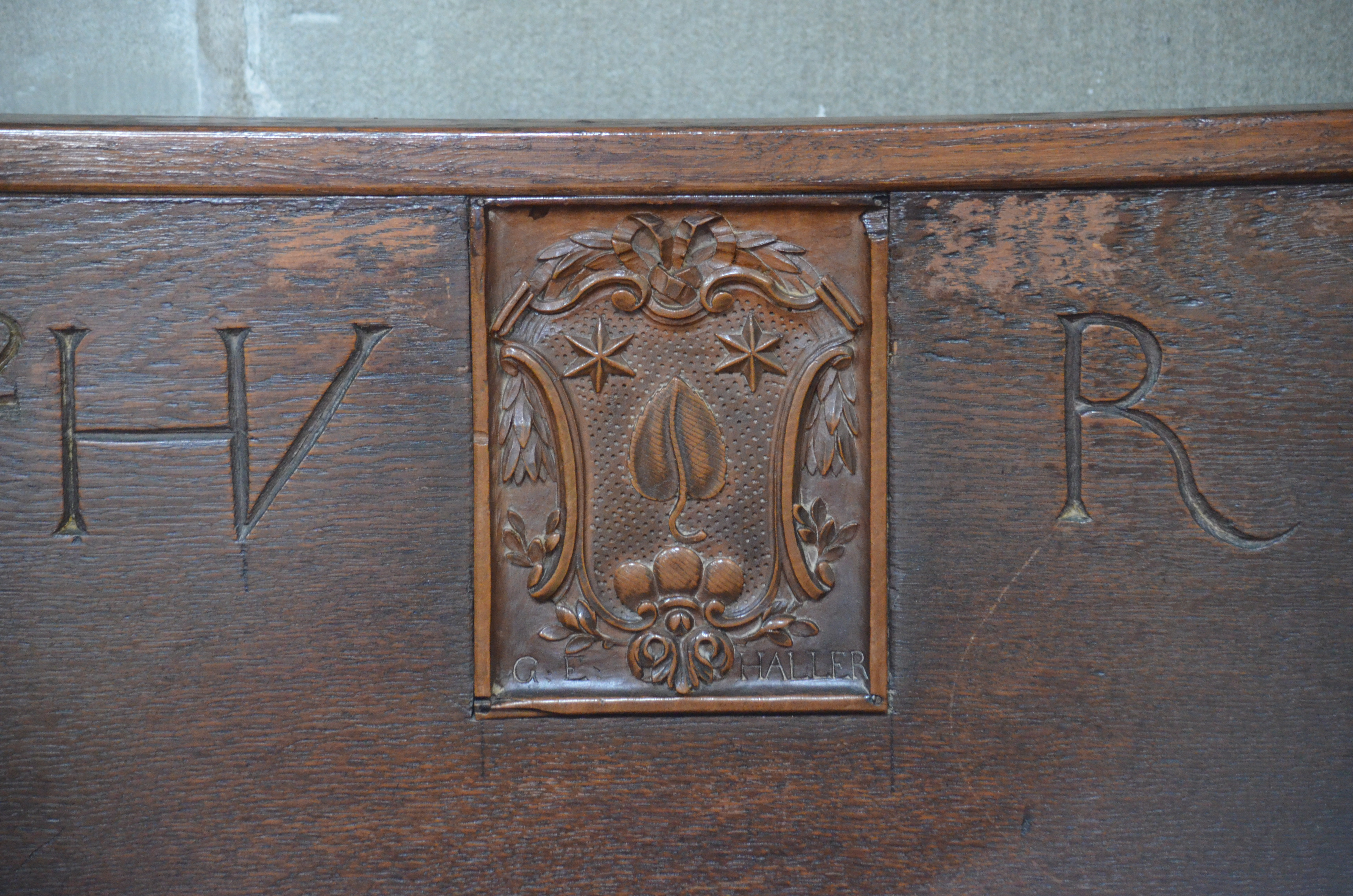
Berner Münster, Kirchenortschild mit Wappen für Gottlieb Emanuel Haller (1735–1786)

Die Familie (von) Haller ist eine ursprünglich aus Wil SG stammende Berner Patrizierfamilie, welche seit 1548 das Burgerrecht der Stadt Bern besitzt und heute der Gesellschaft zu Ober-Gerwern angehört.

## Personen
- Johannes Haller (1487–1531), Pfarrer zu Scherzligen, Amsoldingen, Zullikon und Bülach, Teilnehmer der Berner Disputation

Zweig Bern
- Johannes Haller der Jüngere (1523–1575), Pfarrer zu Hirzel, Illnau, Augsburg, Archidiakon am Grossmünster Zürich, Dekan in Bern, Burger von Bern (1550)
- Johannes Haller (III.) (1546–1595), Pfarrer zu Bremgarten, Thun und Bern
- Sulpitius Haller (1552–1592), Kanzleisubstitut, Chorschreiber, Mitglied des Grossen Rats der Stadt Bern, Landvogt zu Bipp, Mitglied des Kleinen Rats, Schultheiss zu Burgdorf
- Niklaus Emanuel Haller (1702–1779), Buchdrucker, Kornmagazinverwalter, Schaffner im Interlakenhaus
- Albrecht von Haller (1708–1777), Universalgelehrter
- Gottlieb Emanuel von Haller (1735–1786), Historiker
- Rudolf Albrecht Haller (1739–1800), Buchdrucker
- Karl Ludwig von Haller (1768–1854), Politiker
- Ludwig Albrecht Haller (1773–1837), obrigkeitlicher Buchdrucker, Lithograph
- Karl von Haller (1807–1893), Politiker, Publizist
- Albert von Haller (1808–1858), Weihbischof im Bistum Chur
- Berchtold Haller (1837–1903), Privatgelehrter und Alpinist
- Edouard de Haller (1897–1982), Jurist, Diplomat, Botschafter und Delegierter des Bundesrates für Internationale Hilfswerke
- Jacques de Haller (* 1952), Arzt und Politiker